# Mika Laitinen
Mika Antero Laitinen (Kuopio, 5 maart 1973) is een voormalig schansspringer uit Finland, die zijn vaderland tweemaal vertegenwoordigde bij de Olympische Winterspelen: 1992 en 1998. 
Gedurende zijn carrière won Laitinen drie gouden medailles met de Finse nationale ploeg, onder meer bij de Olympische Winterspelen van 1992 in Albertville. Het Finse team bestond verder uit Ari-Pekka Nikkola, Risto Laakkonen en Toni Nieminen. In teamverband was hij ook succesvol bij de wereldkampioenschappen 1995 en 1997. 
In het seizoen 1995-1996 domineerde Laitinen in de Wereldbeker schansspringen, met vijf overwinningen in negen wedstrijden. Door een val in Garmisch-Partenkirchen, bij de derde wedstrijd van het Vierschansentoernooi, brak hij echter zijn sleutelbeen, waardoor zijn kansen op een hoge klassering verkeken waren. In 2000 zette hij een punt achter zijn topsportcarrière.
| Logo van de Olympische Spelen | Goud | Zilver | Brons | Logo van de Olympische Spelen |
|                               | 1    | 0      | 0     |                               |

1988: Nikkola, Nykänen, Ylipulli, Puikkonen ·
1992: Nikkola, Laitinen, Laakkonen, Nieminen ·
1994: Jäkle, Duffner, Thoma, Weissflog ·
1998: Okabe, Saito, Harada, Funaki ·
2002: Hannawald, Hocke, Uhrmann, Schmitt ·
2006: Widhölzl, Kofler, Koch, Morgenstern ·
2010: Loitzl, Kofler, Morgenstern, Schlierenzauer ·
2014: Wank, Kraus, Wellinger, Freund ·
2018: Tande, Stjernen, Forfang, Johansson ·
2022: Kraft, Huber, Hörl, Fettner